# Klasa postaci

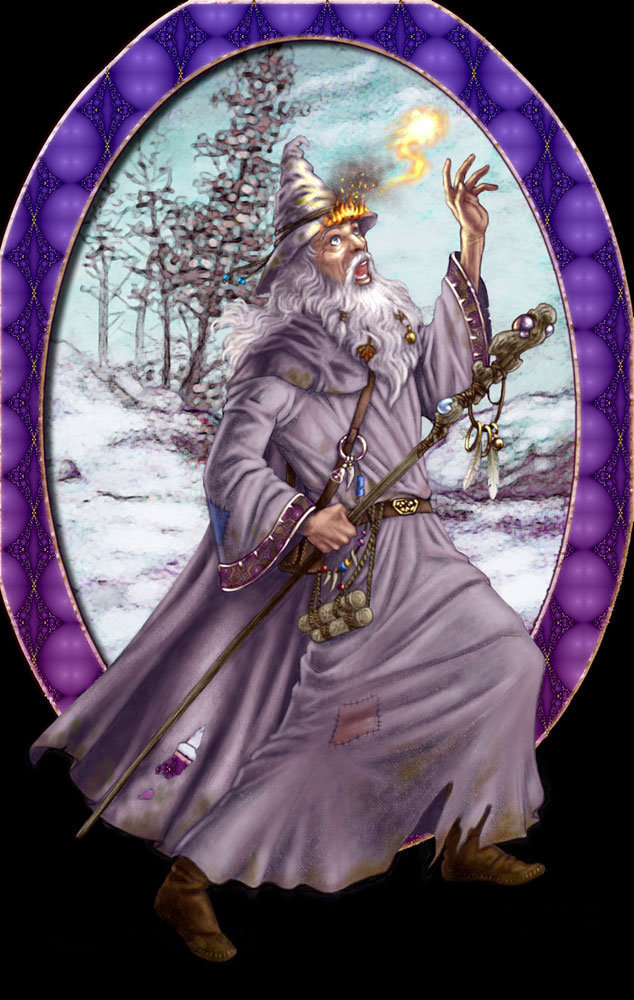
Przykładową klasą postaci w świecie fantasy może być mag

Klasa postaci (komputerowe gry RPG) lub profesja (gry fabularne) – określenie głównego zajęcia (czasem zawodu) postaci gracza. Przykładową profesją będzie w takim przypadku wojownik lub mag w systemach fantasy, jak również haker czy ochroniarz w systemach cyberpunkowych i futurystycznych. Wyznacza ona umiejętności i wiedzę, którą posiada postać gracza w danym systemie. Umożliwia to ustandaryzowanie cech ogólnych dla danej grupy postaci. Często postać z danej profesji w momencie jej tworzenia nie może posiadać umiejętności typowych dla innych profesji (np. wojownik nie będzie potrafił rzucać zaklęć na początku gry, lecz może się tego nauczyć wraz z rozwojem postaci). Profesja może mieć też czasami wpływ na fabułę gry.
W niektórych grach fabularnych opartych na systemie umiejętności (ang. skill based) nie występuje podział na profesje czy klasy, postać gracza wówczas nie jest określana przez przynależność do profesji i gracz może przy jej tworzeniu w bardziej swobodny sposób dobierać umiejętności.